# مریم بانو نائینی
مریم بانو نائینی نواده عبدالوهاب نائینی و در زمره چند تن بانو معروف در عرصه خوشنویسی ایرانی و سرآمد ایشان است. او از آغاز دوره فتحعلی شاه در خط نسخ در ردیف استادان جای گرفت.
در کتابخانه سلطنتی قرآنی به خط او موجود است که به نام ناصرالدین شاه قاجار کتابت و اهدا کرده است که یکی از بهترین نمونه‌های آثار هنری زنان آن دوره به‌حساب می‌آید.
حیاتش تا سال ۱۳۰۲ معین و تاریخ وفاتش نامعلوم است.